# Васи (титул)
Васи — в исламском праве представитель умершего человека, который исполняет завещание покойного. Также этим термином называют опекуна, который берёт на себя обязательства прокормить и вырастить сирот.
Васи должен быть мусульманином, умственно полноценным, совершеннолетним и свободным.
В шиизме васи — исполнители завещания пророков. Согласно доктрине иснаашаритов и других шиитских групп, пророки передавали сокровенные тайны Откровения избранникам — васи, которые, в свою очередь, передавали их другим избранным — худжжи (доказательствам Божественного присутствия в мире до конца времён). Согласно их доктрине, Бог не мог оставить мир без худжжи. В шиизме Божьими избранником после Пророка Мухаммеда является Али ибн Абу Талиба, который передал избранничество своим потомкам. По воззрениям иснаашаритов, 12 потомков Али являются васи. 